# N'Faly Dante
N'Faly Dante, född 19 oktober 2001 i Bamako, är en malisk professionell basketspelare (C) som spelar för Houston Rockets i National Basketball Association (NBA).
Han blev aldrig NBA-draftad.
Innan Dante blev proffs studerade han vid University of Oregon och spelade för universitetets idrottsförening Oregon Ducks.